# Dhenkanal
Dhenkanal es una ciudad y municipio situada en el distrito de Dhenkanal en el estado de Odisha (India). Su población es de 67414 habitantes (2011). Se encuentra a 40 km de Cuttack y 52 km de Bhubaneswar.

## Demografía
Según el censo de 2011 la población de Dhenkanal era de 67414 habitantes, de los cuales 11594 eran hombres y 32550 eran mujeres. Dhenkanal tiene una tasa media de alfabetización del 90,83%, superior a la media estatal del 72,87%: la alfabetización masculina es del 94,03%, y la alfabetización femenina del 87,43%.